# 山見大登
山見 大登（やまみ ひろと、1999年8月16日 - ）は、大阪府豊中市出身のプロサッカー選手。Jリーグ・東京ヴェルディ所属。ポジションはフォワード（FW）。

## 略歴
大阪府出身で、地元のせんりひじり幼稚園時代にサッカーと出会う。千里ひじりSCで本格的にサッカーをはじめる。大阪学院大学高等学校から関西学院大学に進学。1年生の時からトップチームに登録され、2018年6月6日、天皇杯2回戦のガンバ大阪戦で決勝ゴールを決めた。このゴールが、天皇杯のジャイアントキリングを称える「I DREAM Award」を受賞した。2021年、ガンバ大阪に翌シーズンからの加入が内定した。
2021年8月3日に特別指定選手として登録されると、13日の清水エスパルス戦、途中出場でJ1デビューし、ゴールを決めた。9月1日、ルヴァンカップ準々決勝・第1戦のセレッソ大阪とのダービーでも得点を決めて勝利に貢献した。
2022年5月21日、第14節のセレッソ大阪戦でプロ入り初ゴールを決めた。
2023年8月26日、第25節のサガン鳥栖戦で約3か月半ぶりにリーグ戦に途中出場し、0-1のビハインドで迎えた後半アディショナルタイムのラストワンプレーで、鈴木武蔵の落としからドリブルでカウンターを仕掛けて今季初得点を奪い、勝ち点1獲得に貢献した。しかし、シーズンを通して攻撃陣のレギュラー争いで中々出場機会を得られず、リーグ戦は14試合1得点の成績に終わった。
2023年12月21日、2024シーズンより16年ぶりにJ1に昇格した東京ヴェルディへの期限付き移籍が発表された。4月3日、第6節の湘南ベルマーレ戦で試合終盤に移籍後初ゴールとなる決勝点を決め、チームを16年ぶりのJ1勝利に導いた。8月25日、第28節の鹿島アントラーズ戦ではヴェルディのJ1通算800ゴール目となるメモリアルゴールを決め、試合も山見の2得点で2-1と勝利した。このシーズンはリーグ戦34試合に出場し、チーム2位となる7得点をマークした。
2024年12月26日、東京ヴェルディへの完全移籍が発表された。2025年シーズンは開幕戦からコンスタントに起用された。第11節川崎フロンターレ戦では、試合に入りきることができずに城福監督から「ふざけるな！」と叱咤激励させられることもあったが、この一件で干されるということはなく次節以降も起用され続けた。7月12日、クラブの公式サイトから6月末のトレーニングで右膝前十字靭帯を損傷したと発表された。

## 所属クラブ
- 千里ひじりSC
- 千里丘FC
- 豊中市立第八中学校
- 大阪学院大学高等学校
- 関西学院大学
  - 2021年8月 - 同年12月  ガンバ大阪（特別指定選手）
- 2022年 - 2024年  ガンバ大阪
  - 2024年  東京ヴェルディ（期限付き移籍）
- 2025年 -  東京ヴェルディ

## 個人成績
| 国内大会個人成績 | 国内大会個人成績 | 国内大会個人成績 | 国内大会個人成績 | 国内大会個人成績 | 国内大会個人成績 | 国内大会個人成績 | 国内大会個人成績 | 国内大会個人成績 | 国内大会個人成績 | 国内大会個人成績 | 国内大会個人成績 |
| 年度             | クラブ           | 背番号           | リーグ           | リーグ戦         | リーグ戦         | リーグ杯         | リーグ杯         | オープン杯       | オープン杯       | 期間通算         | 期間通算         |
| 年度             | クラブ           | 背番号           | リーグ           | 出場             | 得点             | 出場             | 得点             | 出場             | 得点             | 出場             | 得点             |
| 日本             | 日本             | 日本             | 日本             | リーグ戦         | リーグ戦         | リーグ杯         | リーグ杯         | 天皇杯           | 天皇杯           | 期間通算         | 期間通算         |
| ---------------- | ---------------- | ---------------- | ---------------- | ---------------- | ---------------- | ---------------- | ---------------- | ---------------- | ---------------- | ---------------- | ---------------- |
| 2018             | 関学大           | -                | -                | -                | -                | -                | -                | 3                | 1                | 3                | 1                |
| 2019             | 関学大           | -                | -                | -                | -                | -                | -                | 1                | 1                | 1                | 1                |
| 2021             | 関学大           | -                | -                | -                | -                | -                | -                | 2                | 1                | 2                | 1                |
| 2021             | G大阪            | 37               | J1               | 5                | 1                | 2                | 1                | -                | -                | 7                | 2                |
| 2022             | G大阪            | 37               | J1               | 21               | 2                | 5                | 0                | 3                | 1                | 29               | 3                |
| 2023             | G大阪            | 37               | J1               | 14               | 1                | 4                | 0                | 1                | 0                | 19               | 1                |
| 2024             | 東京V            | 11               | J1               | 34               | 7                | 1                | 0                | 2                | 1                | 37               | 8                |
| 2025             | 東京V            | 11               | J1               |                  |                  |                  |                  |                  |                  |                  |                  |
| 通算             | 日本             | 日本             | J1               | 74               | 11               | 12               | 1                | 6                | 2                | 92               | 15               |
| 通算             | 日本             | 日本             | 他               | -                | -                | -                | -                | 6                | 3                | 6                | 3                |
| 総通算           | 総通算           | 総通算           | 総通算           | 74               | 11               | 12               | 1                | 12               | 5                | 98               | 17               |

- Jリーグ初出場・初得点 - 2021年8月13日 J1第24節 vs清水エスパルス（IAIスタジアム日本平）

## タイトル

### クラブ
関西学院大学
- 関西学生サッカーリーグ：1回（2021年）
- 兵庫県サッカー選手権大会：3回（2018年、2019年、2021年）

### 個人
- SURUGA I DREAM Award（2018年）